# Archipiélago Toscano
El archipiélago Toscano (del italiano: Arcipelago Toscano) es un pequeño archipiélago de islas costeras localizado en la costa occidental de Italia, formado por un grupo de siete islas mayores y varios islotes situadas entre el continente, la región de la Toscana, y la isla de Córcega. Están ubicadas en el canal de Córcega, al sur del mar de Liguria y al norte del mar Tirreno. 
Administrativamente, el archipiélago pertenece a la región de Toscana, y todas las islas pertenecen a la provincia de Livorno, salvo la de isla del Giglio, que pertenece a la provincia de Grosseto.

## Geografía
El conjunto de las islas tiene una superficie de unos 295 km² y unos 31.875 habitantes en 2007. La ciudad más poblada del archipiélago es Portoferraio, con 12 020 habitantes, en Isla Elba. El punto más alto es el monte Capanne, también en la isla de Elba, con 1 018 m s. n. m.
Las islas mayores son las siguientes: 
- Isla de Gorgona, con 2 km² y unos 220 habitantes.
- Isla de Capraia, con 19 km² y unos 360 habitantes.
- Isla de Elba, la mayor isla del grupo, con 224 km² y unos 30 000 habitantes.
- Isla Pianosa, con 10 km² y deshabitada.
- Isla de Montecristo, con 13 km² y deshabitada.
- Isla del Giglio, con 24 km² y unos 1 550 habitantes.
- Isla de Giannutri, con 3 km² y unos 100 habitantes.

Además hay pequeñas islas, islotes y escollos:
- Islas menores en el mar Tirreno:

- Islotes Hormigas Grosseto (Formiche di Grosseto), tres pequeños islotes deshabitados entre Isla Elba e Isla del Giglio.

- Islotes más pequeños en el canal de Piombino:

- Isla de Palmaiola
- Isla de Cerboli

- Algunos escollos:

- Meloria, en el mar de Liguria.
- En Elba: Formiche della Zanca, la Ogliera, el Escollo de Triglia, la Isla Corbella, la Isla Gemini, el Islote de Ortano, la Isla Topi y el Escollo del Portoferraio.
- Giglio: las islas Cappa.
- En Monte Argentario: Isolotto, la Isla Rossa, la Argentarola.
- Pianosa: La Scarpa y La Scola.
- Capraia: La Peraiola.
- Montecristo: Los Escollos de África.

La proximidad de las islas a varias grandes ciudades las ha convertido en un destino turístico. El archipiélago está protegido desde 1996 en el marco del Parque Nacional Archipiélago Toscano.

## El archipiélago en la cultura popular
La historia y la literatura han facilitado que la mayoría de las personas estén familiarizados con varias de las islas del archipiélago, como con la isla de Elba, a causa del exilio de Napoleón, o la isla de Montecristo, por la novela El conde de Montecristo (1844-45) de Alexandre Dumas.